# エドゥアルト・ベルンシュタイン

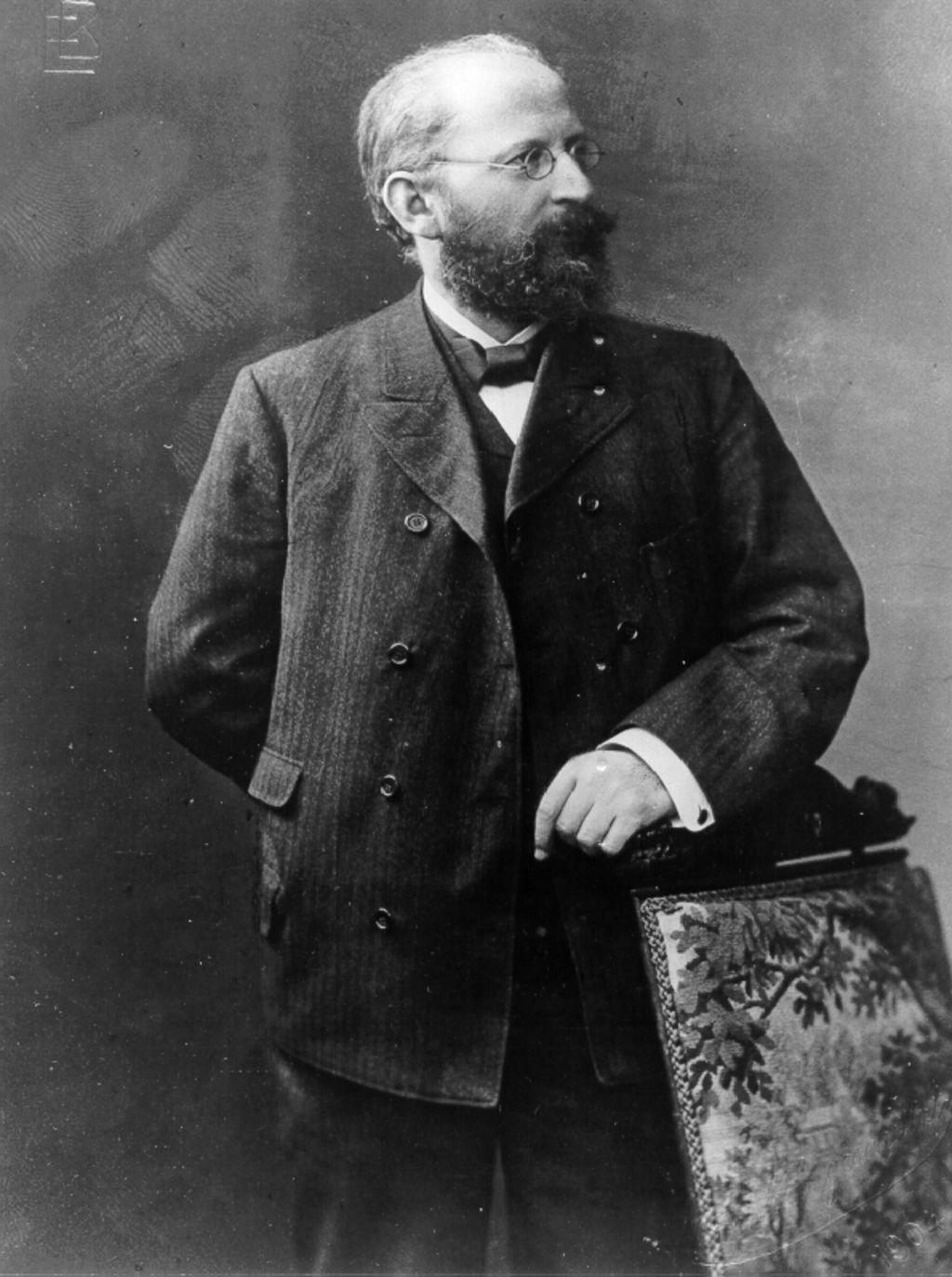
エドゥアルト・ベルンシュタイン（1895年）

エドゥアルト・ベルンシュタイン（Eduard Bernstein, 1850年1月6日 - 1932年12月18日）は、ドイツの社会民主主義理論家・政治家。ドイツ社会民主党（SPD）党員。社会民主主義、修正主義の理論的創始者。

## 経歴
1850年1月6日ベルリンにユダヤ系の家庭に生まれる。1872年、アイゼナッハ派の党員となる。1875年には、アウグスト・ベーベル、ヴィルヘルム・リープクネヒトらとともにアイゼナッハ派とラサール派との合同を決定したゴータ大会を準備。
1878年、社会主義者鎮圧法が成立すると、スイスのチューリッヒに亡命し、社会民主党の後援者であるカール・ヘヒベルクの秘書となる。1888年、プロイセンの圧力を受けたスイス政府からの国外退去命令により、ロンドンに亡命し、このころ同じくロンドンに亡命していたフリードリヒ・エンゲルスに接近。
1880年から1890年まで、SPDの非合法機関誌“Sozialdemokrat”を発行。1891年には、エルフルト綱領の起草者のひとりとなる。フリードリヒ・エンゲルスの死後、1896年から1898年まで、SPD内部の 修正主義論争につながる「社会主義の問題」と題する一連の論文を発表し、古典的マルクス主義を批判した。労働者階級(プロレタリアート)の生活改善と中産階級の発生を根拠に革命不要説を唱えた。1899年には「社会主義のための諸前提と社会民主主義の任務」を発表。これに対して、ローザ・ルクセンブルクは1900年、｢社会改良か革命か」を発表し、激しく反論。ベーベルやリープクネヒト、カール・カウツキーらとも鋭く対立した。
1901年、社会主義者鎮圧法の廃止により、ドイツに帰国。1903年、ドレスデン党大会で修正主義否認が決議され、ベルンシュタインは公式に敗北するが、運動面では根強い支持を得つづけた。1902年から1918年まで帝国議会議員を務める。1913年、社会民主党左派のメンバーとともに軍事力増強法案に反対票を投じる。1917年、カール・カウツキーとともに独立社会民主党（USPD）に参加し、第一次世界大戦が終わり、1919年、社会民主党(SPD)に復帰。1920年から1928年までヴァイマル共和国議会議員を務める。1921年、ゲルリッツ綱領の起草に携わる。
1932年ベルリンで死去。

## 著書
- 『社会主義の諸前提と社会民主主義の任務』エドゥアルト・ベルンシュタイン、1899年(邦訳版：佐瀬昌盛　訳、ダイヤモンド社、1974年)

## 関連書籍
- 『ベルンシュタイン 民主的社会主義のディレンマ』ピーター・ゲイ著、長尾克子訳、木鐸社、1980年
- 『ベルンシュタインと修正主義』関嘉彦著、早稲田大学出版部、1980年10月
- 『ベルンシュタイン 亡命と世紀末の思想』亀嶋庸一著、みすず書房 1995年2月